# Ein irres Klassentreffen
Ein irres Klassentreffen (Originaltitel: Amici Miei) ist eine italienische Filmkomödie Commedia all’italiana aus dem Jahr 1975. Regie führte Mario Monicelli, die Hauptrollen spielten Ugo Tognazzi, Philippe Noiret, Gastone Moschin, Duilio Del Prete und Adolfo Celi. In Italien war der Film sehr erfolgreich, so dass einige Jahre später zwei Fortsetzungen folgten.

## Handlung
Der Film erzählt die Abenteuer von Mascetti, Perozzi, Melandri und Necchi, vier florentinischen Jugendfreunden in den Fünfzigern, die eine Vorliebe für Späße haben und ab und zu ziellose Ausflüge (zingarate) organisieren, bei denen sie derbe Streiche veranstalten.
Der „Graf“ Raffaello Mascetti ist ein verarmter Adliger, der sein gesamtes Vermögen verprasst hat und, obwohl er gezwungen ist, mit seiner Frau und seiner Tochter in einem Keller zu leben, seine viel jüngere Geliebte Titti nicht aufgibt. Seine Spezialität ist es, einen verwirrenden Dialog (supercazzola) mit teilweise unsinnigen Worten und einer autoritären Haltung zu führen, um sich über seinen Gesprächspartner lustig zu machen. Giorgio Perozzi ist ein sorgloser Journalist, der von seiner Frau getrennt ist und von seinem pingeligen Sohn verachtet wird. Rambaldo Melandri ist ein romantischer Architekt, der danach strebt, eine Seelenverwandte zu finden. Guido Necchi besitzt zusammen mit seiner Frau Carmen eine Bar, in der sich die vier Freunde normalerweise treffen.
Bei einem ihrer Ausflüge haben die vier Freunde einen Autounfall und landen in einer Klinik. Dort verliebt sich Melandri in Donatella, die schöne Frau von Professor Sassaroli, dem autoritären und auf den ersten Blick sehr ernsten Chefarzt der Klinik.
Um dem scheinbar hoffnungslosen Melandri zu helfen, versuchen die anderen drei Freunde, die Frau mit anonymen Telefonanrufen zu begeistern, in denen sie sich als ein einziger Verehrer ausgeben.
Die Idee hat Erfolg: Melandri gelingt es, Donatella zu verführen und eine Beziehung mit ihr einzugehen, wobei er von Sassarolis kampflosem Verzicht überrascht wird und zähneknirschend akzeptieren muss, dass Donatella ihre zwei Mädchen, den großen Bernhardiner und die Haushälterin mitnimmt.
Die Beziehung gerät aber bald in eine Krise, vor allem wegen Donatellas anspruchsvollem Charakter, aber auch wegen der völlig unerwarteten Haltung von Professor Sassaroli, der oft zu den beiden nach Hause kommt, um den neuen Lebensgefährten seiner Frau zu ärgern. Dabei zeigt er einen spöttischen Zynismus, der Melandri nervt, aber den die anderen drei Freunde schnell anfangen zu schätzen.
Ein Abendessen mit der ganzen Gesellschaft, das ursprünglich geplant war, um den lästigen Sassaroli loszuwerden, endet entgegen der Erwartung von Melandri mit dem Ende seiner Beziehung mit Donatella und dem Eintritt von Professor Sassaroli als fünftes Mitglied in den Freundeskreis.
Der Film setzt sich mit verschiedenen Streichen fort, die von den fünf Freunden organisiert werden. In einem dieser Streiche gehen die fünf Freunde zum Bahnhof, um die Passagiere eines abfahrenden Zuges zu ohrfeigen; in einem anderen, langen und ausgeklügelten, geben sie sich als gefährliche Drogenhändler aus, um den gierigen Rentner Righi zu verspotten.
Am Ende des Films stirbt Perozzi an einem Herzinfarkt. Bei seiner Beerdigung verzichten die anderen vier Freunde trotz ihrer Trauer über seinen Tod nicht auf weiteren Spott.

## Kritik
Das Lexikon des internationalen Films beschreibt das Werk als „derbe Komödie mit einigen komischen Einfällen und hervorragenden Darstellern.“

## Auszeichnungen (Auswahl)
- David di Donatello 1976:
  - Beste Regie: Mario Monicelli
  - Bester Hauptdarsteller: Ugo Tognazzi

- Nastro d’Argento 1976:
  - Bestes Drehbuch: Pietro Germi, Leonardo Benvenuti, Piero De Bernardi, Tullio Pinelli

## Sonstiges
In Italien ist das Werk zum Kultfilm geworden und hat zwei Neologismen hervorgebracht, die offiziell in die italienischen Wörterbücher eingegangen sind:
- supercazzola eine absichtlich verwirrende Rede mit unsinnigen Worten um den Gesprächspartner zu verspotten oder durcheinander bringen
- zingarata ein ausgeklügelter Schwindel, der von mehreren Personen in flapsiger Absicht durchgeführt wird (obwohl der Begriff ursprünglich in dem Film einen ungezwungenen und ziellosen Ausflug mit Freunden bezeichnet)

## Fortsetzungen
1982 wurde Meine Freunde (Amici miei – Atto II) als erste Fortsetzung veröffentlicht, erneut von Mario Monicelli inszeniert. 1985 folgte Amici miei – Atto III. Hier übernahm Nanni Loy die Regie.